# Столкновение звёзд
Столкновение звёзд — процесс, при котором две звезды приближаются друг к другу и под действием силы тяжести сливаются в один объект большего размера. По расчётам астрономов, такие события происходят в шаровых скоплениях нашей Галактики примерно раз в 10 тыс. лет. Только недавно учёные смогли наблюдать столкновение звёзд. Серия звёздных столкновений внутри плотного скопления за короткий период времени может привести к возникновению чёрной дыры.

## Астрономические объекты, участвующие в столкновениях

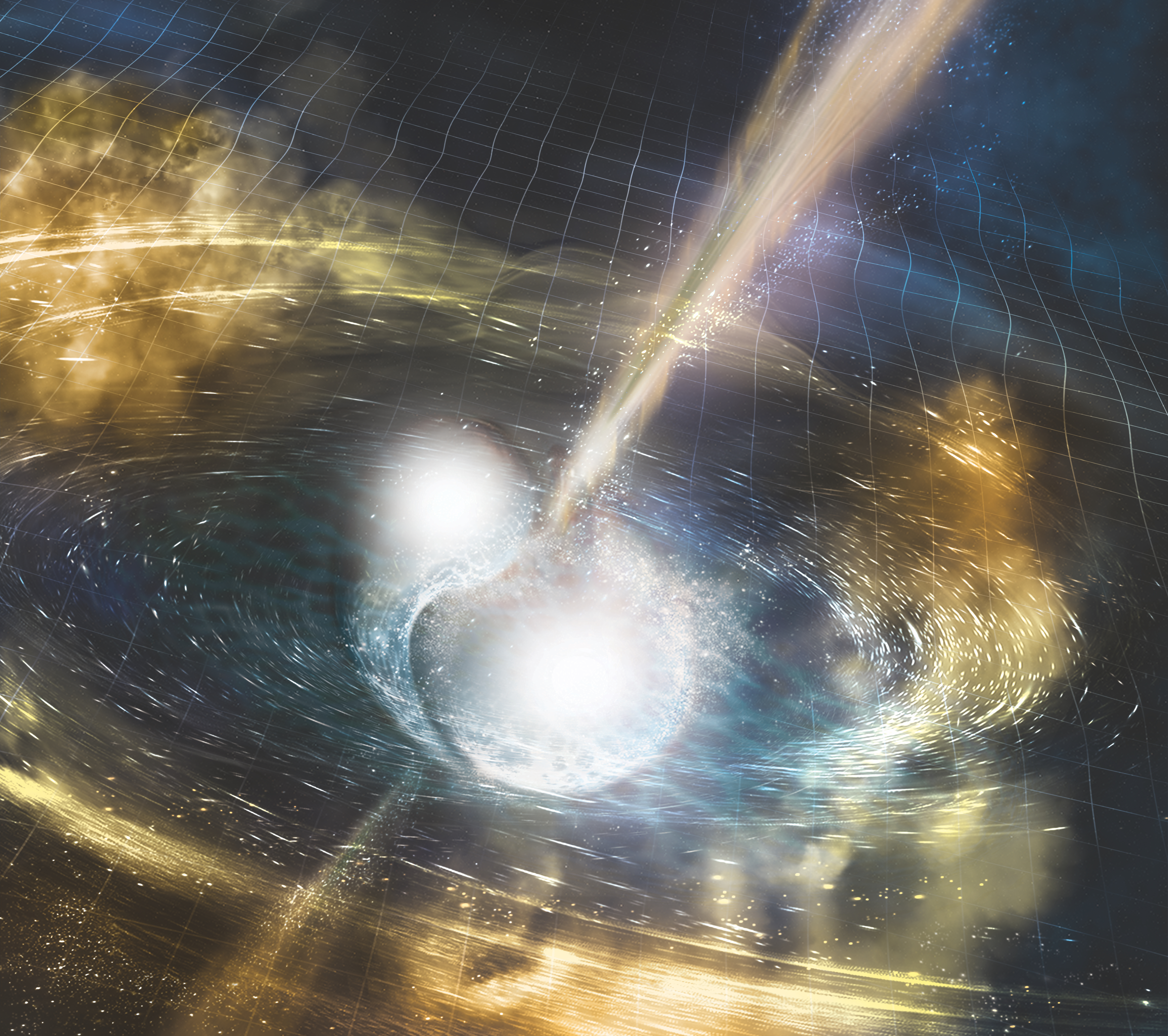
Столкновение двух нейтронных звёзд
(в представлении художника)

Любая звезда во Вселенной может столкнуться с другой звездой, независимо от того, она ещё «живая» (процессы термоядерного синтеза все ещё происходят в ядре) или уже «мертва» (процессы синтеза уже исчерпали себя). Такими объектами могут быть: белые карлики, нейтронные звезды, чёрные дыры, звезды главной последовательности, гиганты и сверхгиганты. Разница в типах звёзд, в их массе, температуре и радиусе приводит к различным типам столкновений или слияний.

## Типы звёздных столкновений и слияний

### Сверхновая типа 1A
Белые карлики — это остатки маломассивных звёзд. Если белый карлик входит в состав двойной системы, то в результате аккреции он может перетаскивать вещество с звезды-спутника (это может быть как красный гигант, так и звезда главной последовательности). Таким образом, масса белого карлика может превысить предел Чандрасекара, что приводит к его гравитационному коллапсу и к последующему взрыву сверхновой типа Ia. Однако когда два белых карлика обращаются друг вокруг друга на близких орбитах, эмиссия гравитационных волн уменьшает момент импульса системы и заставляет звёзды приближаться друг к другу по спирали. Если во время их слияния суммарная масса превышает предел Чандрасекара, то ни тепловое давление, ни даже давление вырожденного электронного газа не в состоянии уравновесить гравитацию, и происходит гравитационный коллапс. Он приводит к увеличению плотности и температуры в недрах и началу ядерных реакций горения углерода, в результате чего температура повышается ещё больше. Повышение температуры ускоряет ход ядерных реакций, но не приводит к увеличению давления и расширения звезды, поскольку вещество в белых карликах находится в вырожденном состоянии. Процесс приобретает цепной характер. Разгонная реакция ядерного синтеза быстро нагревает внутреннюю часть комбинированной звезды, и это приводит к взрыву сверхновой. В течение нескольких секунд всё вещество звезды разлетается по сторонам.

### Столкновения нейтронных звёзд
Столкновения нейтронных звёзд происходит по сценарию, напоминающему столкновение белых карликов. Когда две нейтронные звезды вращаются вокруг друг друга, они начинают приближаться друг к другу по спирали. Если их общая масса превышает предел Оппенгеймера — Волкова, то такое столкновение приводит к образованию чёрной дыры. В течение 1-2 тысячных долей секунды возникает магнитное поле, которое в триллионы раз превышает магнитное поле Земли. Астрономы предполагают, что именно это событие приводит к возникновению определённого рода гамма-вспышек.

## Открытие
Уже несколько поколений астрономов разрабатывают теорию звёздных столкновений. Однако только развитие технологий доказало справедливость этой теории.
В 1764 году астроном Шарль Мессье открыл звёздное скопление, которое сейчас называется объект Мессье 30. В XX веке астрономы пришли к выводу, что возраст этого скопления составляет около 13 миллиардов лет. С помощью телескопа Хаббл удалось увидеть отдельные его звёзды. С помощью новой технологии астрономы обнаружили, что некоторые звёзды, известные под названием «голубые отставшие звёзды», имеют гораздо меньший возраст, чем другие звёзды внутри скопления. Тогда астрономы выдвинули гипотезу, что эти звёзды как раз и являются результатом столкновения или слияния звёзд, и это дало им дополнительное вещество для продолжения ядерного синтеза, тогда как окружающие звезды уже исчерпали это вещество.

## Риск столкновения для Солнечной системы
Тогда как в некоторых частях галактики столкновения звёзд встречаются довольно часто, вероятность участия Солнца в этом событии очень мала. Расчёт показывает, что столкновение Солнца с другой звездой может случиться раз в 1028 лет. Для сравнения, возраст Вселенной составляет порядка 1010 лет. Вероятность приближения других звёзд к Солнцу также невелика. Период времени можно определить по формуле:
N ~ 4,2 · D2 Myr−1
где N — число случаев в течение миллиона лет, когда другая звезда приближается на расстояние D от Солнца, выраженная в парсеках. Для сравнения, средний радиус земной орбиты, 1 а. е., составляет 4,82 × 10−6 парсек.
Несмотря на малую вероятность непосредственного участия Солнца в таком событии, Земля может пострадать, если такое столкновение произойдёт «недалеко». По словам астрономов, если столкновение звёзд состоится в пределах 100 световых лет от Земли, то это уничтожит Землю. Однако на таком расстоянии от Земли нет ни одного звёздного скопления.